# جائزة جان هيرشلوت الإنسانية
جائزة جان هيرشلوت الإنسانية (بالإنجليزية: Jean Hersholt Humanitarian Award)‏ هي جائزة سنوية ومنفصلة تمنحها أكاديمية فنون وعلوم الصور المتحركة ضمن حفل توزيع جوائز الأوسكار كل عام، وذلك للشخصيات البارزة في الأعمال الإنسانية، تعتبر هذه الجائزة فخرية تتبع جوائز الأوسكار ولكن لا تحتسب ضمن الجوائز، بدأ تقديم هذه الجائزة في عام 1956 ويحصل الفائز على تمثال ذهبي مماثل لجوائز للأوسكار، وَعَلَى عكس جائزة الأكاديمية الفخرية تتم عمليات الترشيح والتصويت لهذه الجائزة حصراً فقط على أعضاء أكاديمية فنون وعلوم الصور المتحركة.

## تاريخها
تم تسميه هذه الجائزة تكريماً لأسم الممثل الأمريكي الدنماركي الراحل جان هيرشلوت (1886–1956) الذي كان رئيس جمعية Motion Picture & Television Fund لأكثر من 18 عام، وايضا كان رئيس AMPAS من عام 1945 حتى عام 1949. وحصل على الجائزة منذ عام 1956 39 شخص منهم اثنين كانوا متوفيين.

## الحاصلون على الجائزة
- فرانك فريمان
- صمويل غولدوين
- بوب هوب
- Sol Lesser
- جورج سيتون
- Steve Broidy
- Edmond L. DePatie
- George Bagnall
- غريغوري بيك
- مارثا راي
- جورج جيسيل
- فرانك سيناترا
- روزاليند راسل
- Lew Wasserman
- Arthur B. Krim
- جوليس س. شتاين
- شارلتون هيستون
- Leo Jaffe
- Robert Benjamin †
- داني كاي
- Walter Mirisch
- M.J. Frankovich  [لغات أخرى]‏
- David L. Wolper
- تشارلز روجرز
- هوارد دبليو. كوش
- أودري هيبورن † [3]
- إليزابيث تايلور
- بول نيومان
- كوينسي جونز
- آرثر هيلر
- روجر ماير
- شيري لانسينغ
- جيري لويس
- أوبرا وينفري[1]
- جيفري كاتزنبرج[1]
- أنجلينا جولي[4][5]
- هاري بيلافونتي[6]

† — حصلوا عليها بعد وفاتهم